# Bunjak
Bunjak je naseljeno mjesto u Republici Hrvatskoj u Zagrebačkoj županiji. 

## Zemljopis
Administrativno je u sastavu grada Svetog Ivana Zeline. Naselje se proteže na površini od 1,94 km². 

## Stanovništvo
Prema popisu stanovništva iz 2001. godine u Bunjaku živi 135 stanovnika i to u 46 kućanstava. Gustoća naseljenosti iznosi 69,59 st./km².
| broj stanovnika | 214   | 263   | 265   | 289   | 344   | 340   | 351   | 358   | 333   | 318   | 298   | 242   | 221   | 159   | 135   | 133   | 123   |
|                 | 1857. | 1869. | 1880. | 1890. | 1900. | 1910. | 1921. | 1931. | 1948. | 1953. | 1961. | 1971. | 1981. | 1991. | 2001. | 2011. | 2021. |